# Bidarahalli, Maddur
Bidarahalli là một làng thuộc tehsil Maddur, huyện Mandya, bang Karnataka, Ấn Độ.